# Diploschistes thunbergianus
Diploschistes thunbergianus är en lavart som först beskrevs av Erik Acharius och som fick sitt nu gällande namn av Helge Thorsten Lumbsch och  Antonín Vězda. 
Diploschistes thunbergianus ingår i släktet Diploschistes och familjen Graphidaceae. Inga underarter finns listade i Catalogue of Life.